# Hall (Gueldre)
Pour les articles homonymes, voir Hall.
Hall est un village appartenant à la commune néerlandaise de Brummen. Le 1er janvier 2007, le village comptait 850 habitants.

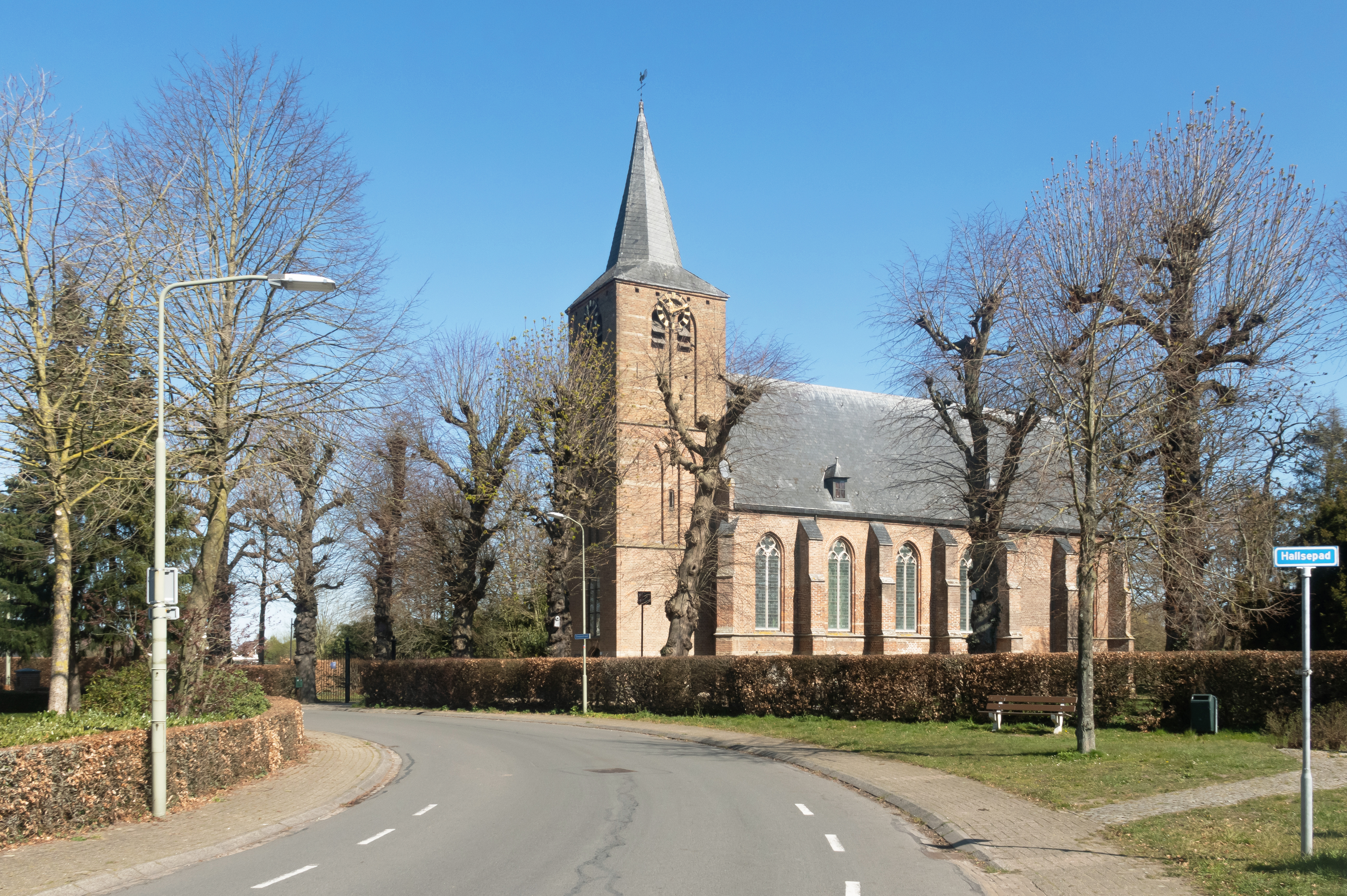
L'église: de Sint Ludgerkerk